# Xu Huang (General)
Xú Huǎng (chinesisch 徐晃, W.-G. Hsu Huang, Großjährigkeitsname (Zi) Gōngmíng (chinesisch 公明), * 169; † 227) war ein chinesischer General zur späten Han-Dynastie und zur Zeit der Drei Reiche.
Er begann seine militärische Karriere als Kurier in Hedong. Später folgte er dem General Yang Feng gegen die Gelben Turbane. Er half ihm und dem General Dong Cheng, den Kaiser Xian von Chang’an nach Luoyang zu eskortieren und wurde für seine Verdienste zum Kavalleriekommandanten befördert. Als Kaiser Xian von Cao Cao nach Xuchang versetzt werden sollte, stellten sich Yang Feng und Han Xuan gegen ihn. Ein von Cao Cao arrangiertes Duell zwischen seinem Leibwächter Xu Chu und Xu Huang brachte keine Entscheidung, weshalb Cao Cao Xu Huangs alten Freund Man Chong benutzte, um Xu Huang für sich zu gewinnen. Nach langem Überlegen gab Xu Huang nach und verließ Yang Feng.
Bei Cao Cao wurde Xu Huang in den Rang eines Generals erhoben und freundete sich mit Zhang Liao und Guan Yu an. Bei der Schlacht am Tong-Tor verteidigte er es mit Cao Hong gegen Ma Chao, vor dem er Cao Hong retten konnte.
Nach der Schlacht am Tong-Tor jagte Xu Huang den desertierten Guan Yu und dessen Sohn Guan Ping. Trotz Guan Yus Appell an ihre einstige Freundschaft gab Xu Huang diese Aufgabe nicht auf, wofür er von seinem Herrn Cao Cao hoch ausgezeichnet wurde.
Unter Cao Pi wurde Xu Huang zum „Rechten General“ und zum Herrn von Luxiang ernannt. Nach dem Sieg über Liu Bei wurde er außerdem Herr von Yangping. 227 beteiligte er sich an Sima Yis Kampagne gegen die Shu Han und wurde vom General Meng Da tödlich verwundet. Er starb Tage später auf dem Weg in die Hauptstadt.
| Personendaten    | Personendaten            |
| ---------------- | ------------------------ |
| NAME             | Xu Huang                 |
| ALTERNATIVNAMEN  | Xú Huǎng                 |
| KURZBESCHREIBUNG | General der Wei-Dynastie |
| GEBURTSDATUM     | 169                      |
| STERBEDATUM      | 227                      |